# Szczelina w Wietrzniku
Szczelina w Wietrzniku – jaskinia w skale Wietrznik w dolnej części Doliny Będkowskiej na Wyżynie Krakowsko-Częstochowskiej. Znajduje się w Łączkach Kobylańskich będących częścią wsi Kobylany w województwie małopolskim, w powiecie krakowskim, w gminie Zabierzów.

## Opis jaskini
Znajduje się w lewej (patrząc od dołu), większej skale Wietrznika. Ma dwa otwory o północnej ekspozycji na pionowej szczelinie pod wysokim okapem. Od każdego z otworów biegnie krótki korytarzyk. Lewy, dolny, jest szeroki na początku, potem staje się niższy, wąski i równocześnie wznosi się. Skrajnie trudnym zaciskiem łączy się z drugim korytarzykiem od otworu górnego, oraz z otworem po przeciwległej (południowej) stronie skały. Otwór prawy znajduje się nad progiem o wysokości 1,5 m. Ciągnie się za nim wysoka, ale wąska i niedostępna szczelina oraz obniżający się korytarzyk, który łączy się z otworem lewym.
Jest to jaskinia krasowa powstała na grawitacyjnym pęknięciu skały, które z czasem powiększyło się wskutek rozmycia. Wytworzona została w późnojurajskich wapieniach skalistych. Jej spąg pokrywa wapienny gruz, gleba i liście. Jest sucha, przewiewna i widna prawie do końca. Występują nacieki grzybkowe. Na lepiej oświetlonych ścianach rozwijają się glony, mchy i porosty. Ze zwierząt obserwowano muchówki, wije, chrząszcze i pająki (m.in. z rodzaju Meta). Na spągu są odchody i kości zwierząt, co świadczy o tym, że jest odwiedzana przez gryzonie i drobne drapieżniki.
Jaskinia zapewne znana była od dawna, ale prawdopodobnie penetrowano tylko jej obszerniejsze części przyotworowe, głębiej brak śladów zwiedzania. Jej otwory zaznaczane były w przewodnikach wspinaczkowych. Dokumentację sporządzili J. Nowak i M. Urban w czerwcu 2011 r. Plan jaskini opracował J. Nowak.

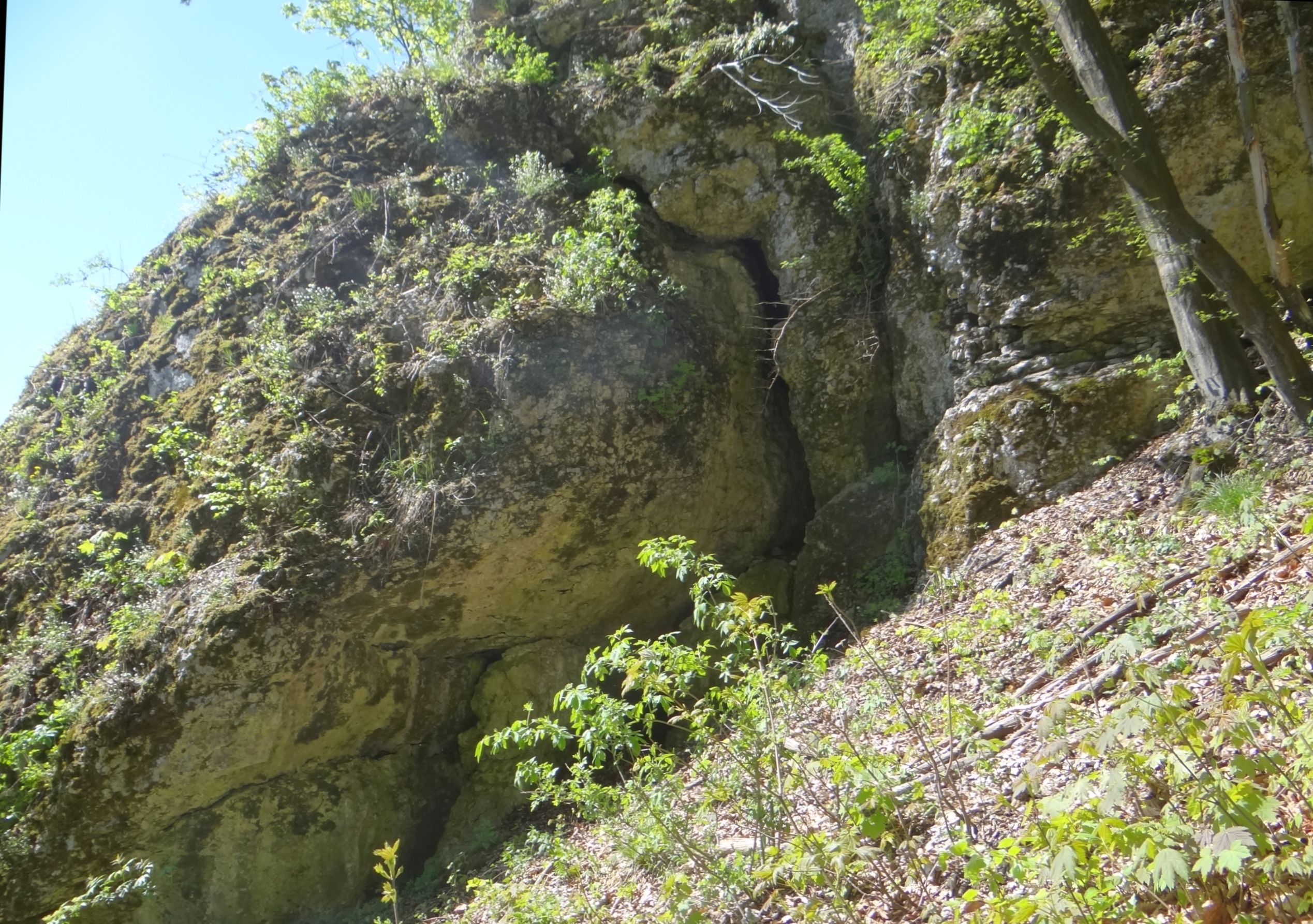
Otwory północne
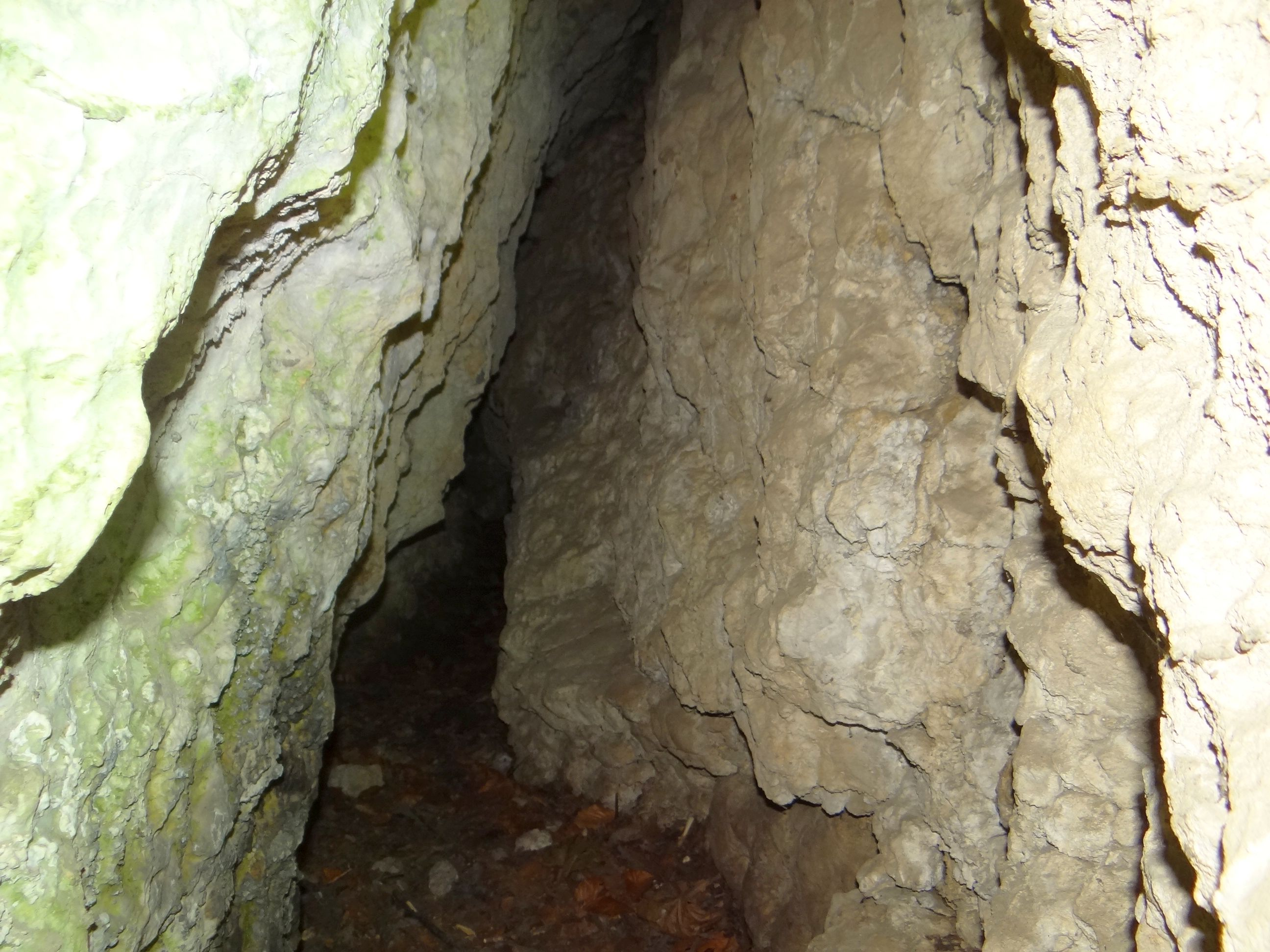
Korytarz północny lewy
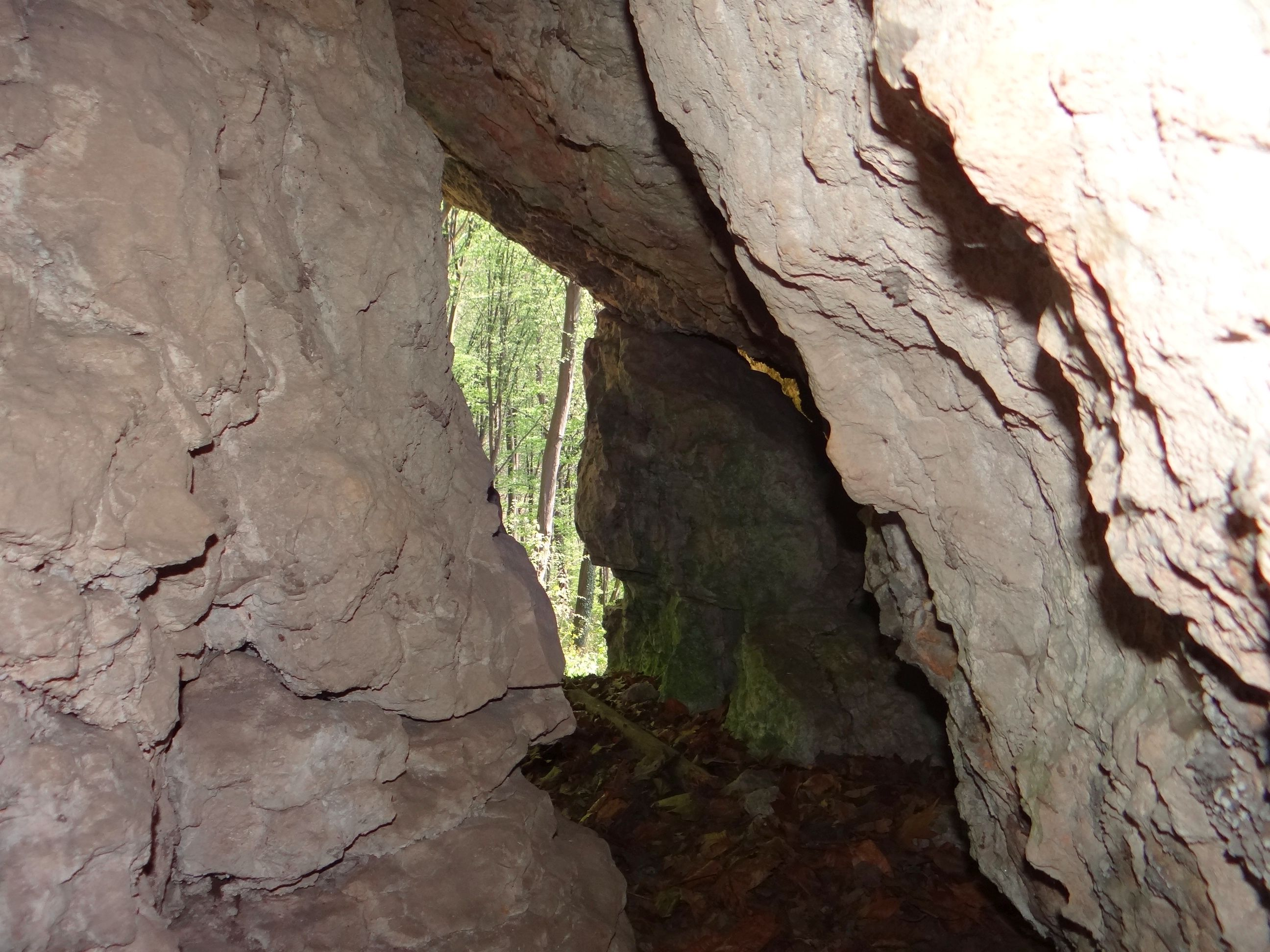
Widok z korytarza północnego
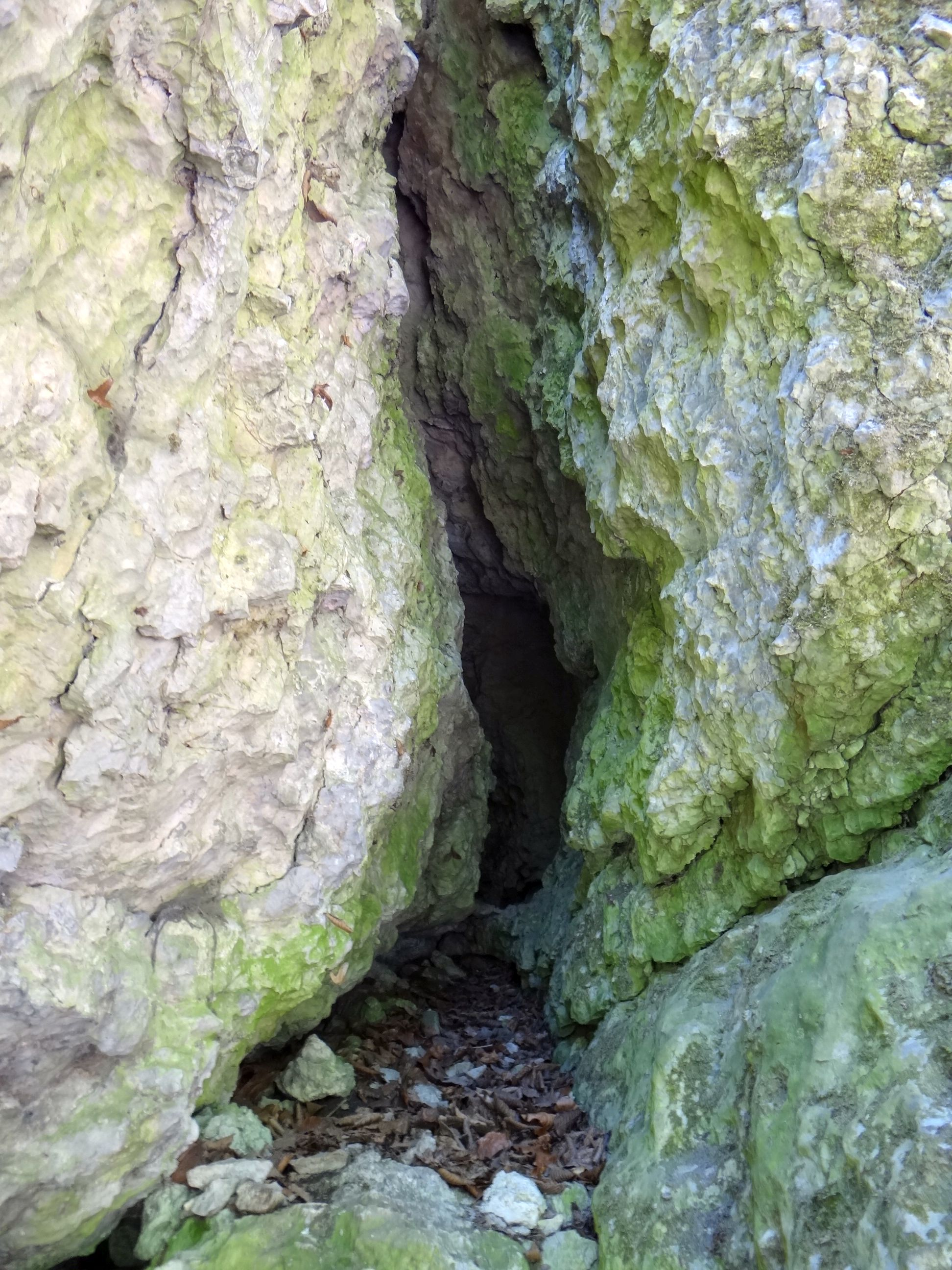
Korytarz południowy

W skale Wietrznik znajduje się jeszcze Górny Okap w Wietrzniku.